# Campaña de las Cordilleras
La Campaña de las Cordilleras (1869–1870), fue la quinta y última fase de la Guerra de la Triple Alianza. Duró desde fines de julio de 1869 hasta el 1 de marzo de 1870.
Tras la ocupación aliada de Asunción, el presidente Francisco Solano López inició la retirada hacia el interior del país, perseguido por las fuerzas brasileñas. El ejército paraguayo fue destruido en una serie de batallas, y las bajas reemplazadas por niños y ancianos, que continuaron su camino siguiendo a López, cada vez más faltos de armas y de alimentos, al punto que millares de ellos murieron de hambre. Por su parte, López, preso de una manía persecutoria, ejecutó a cerca de 400 personas por considerar que conspiraban contra él.
Finalmente, López fue alcanzado y muerto por las tropas brasileñas el 1 de marzo de 1870 en el Combate de Cerro Corá, en el extremo noreste del país.

## Antecedentes

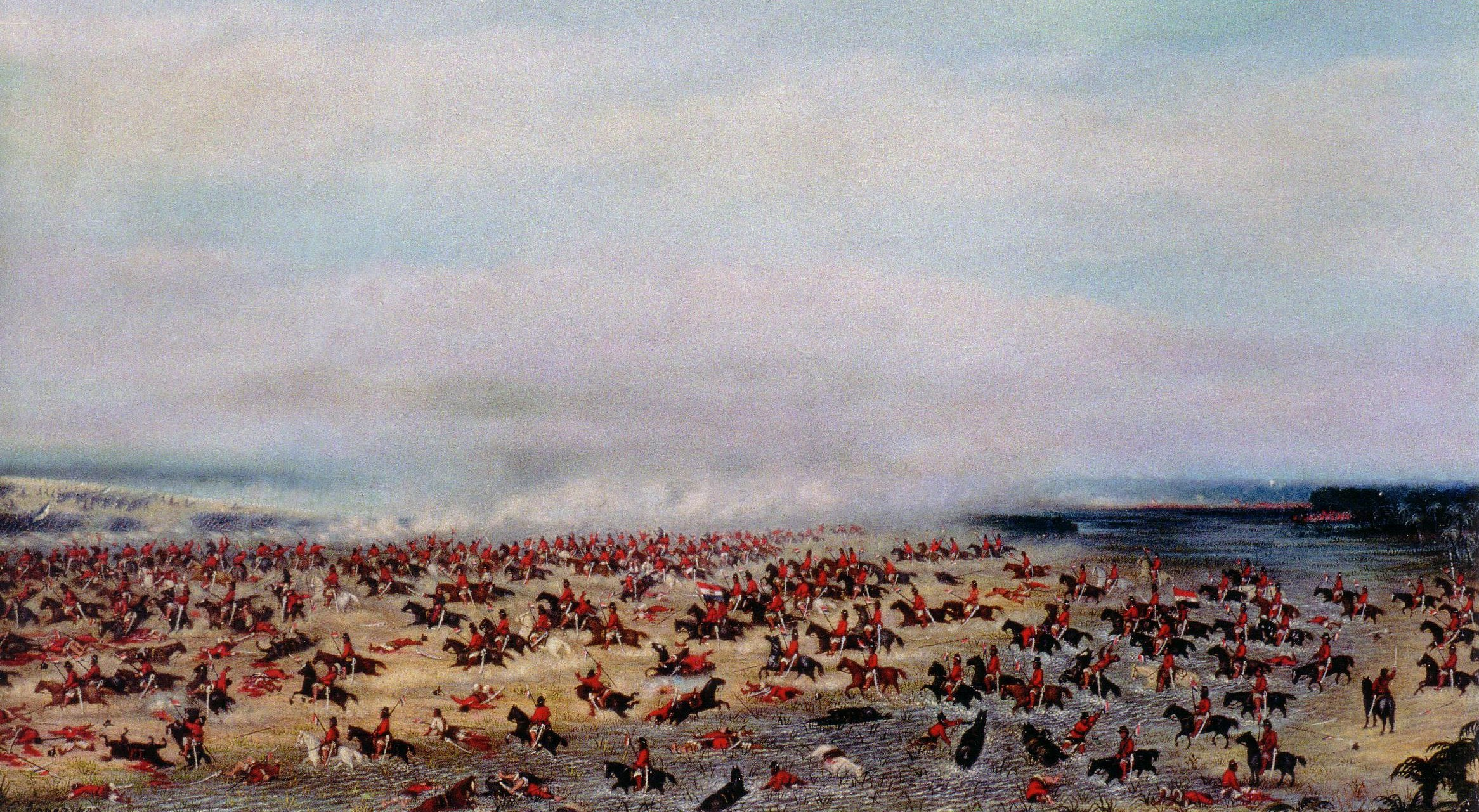
Representación artística de la Batalla de Tuyutí (1866, por Cándido López).

Las Guerra de la Triple Alianza fue causada por la agresión del presidente del Paraguay al Imperio del Brasil y a la Argentina, en respuesta por la participación de ambos países en la guerra civil en el Uruguay, que alteraba el equilibrio estratégico en el Cono Sur.
Hasta entonces, el Paraguay había logrado con grandes esfuerzos sostener su sistema autónomo de gobierno, que sostenía un crecimiento y un desarrollo económicos autónomos, que se apoyaba en un proteccionismo económico muy acentuado. También había logrado sostener sus pretensiones a territorios cercanos, que le eran disputados por el Brasil y la Argentina. Desde el punto de vista paraguayo, el quiebre de ese equilibrio ponía en peligro su autonomía económica y dificultaba sus esfuerzos por evitar que los territorios en conflicto fueran anexados por sus poderosos vecinos.
La Guerra en respuesta a la invasión del Uruguay por tropas brasileñas, desoyendo el reclamo paraguayo para que no lo hicieran. Tropas paraguayas invadieron la Provincia de Mato Grosso, en el oeste del Brasil, aislada del resto del Imperio. La campaña fue rápida y exitosa, y en dos meses la mayor parte de ese territorio había sido ocupada por fuerzas paraguayas.
A continuación, Solano López pidió al presidente argentino Bartolomé Mitre autorización para cruzar territorio argentino, para atacar al Brasil. Ante la negativa argentina, López declaró la guerra a la Argentina el 19 de marzo, e inició la invasión a la provincia de Corrientes, y desde allí el sur del Brasil.
Al llegar la noticia de la invasión, se firmó en Buenos Aires el Tratado de la Triple Alianza entre la República Argentina, el Imperio del Brasil y el Estado Oriental del Uruguay.
En sus primeras etapas, la campaña fue exitosa, pero pronto se acumularon las derrotas: la flota paraguaya fue destruida en la Batalla del Riachuelo, y las fuerzas que habían operado sobre el río Uruguay fueron derrotadas en la Batalla de Yatay, y en el Sitio de Uruguayana.
El resto del ejército paraguayo se retiró a su propio territorio. Tras un largo período de preparación, en abril de 1866, las fuerzas aliadas –Argentina, Brasil y Uruguay– invadieron el sur del Paraguay, iniciando la Campaña de Humaitá. A muy corta distancia encontraron el dispositivo defensivo paraguayo compuesto por cuatro fortificaciones –el llamado "cuadrilátero", que obstruía el paso hacia Asunción tanto por tierra como por el Río Paraguay. Una larga serie de batallas costaron enorme número de bajas en ambos bandos, deteniéndose por completo las operaciones después de la Batalla de Curupayty. Las bajas en ambos bandos fueron aún mucho más altas por enfermedades que por las batallas: a las pésimas condiciones sanitarias y alimenticias se les sumó una epidemia de cólera.
Las operaciones estuvieron detenidas desde septiembre del 1866 hasta julio de 1867, cuando se reiniciaron con una ofensiva aliada. A mediados del año siguiente, sin embargo, se habían producido pocos avances cuando las fortificaciones fueron superadas por la escuadra brasileña. Ante esta novedad, las fuerzas paraguayas instalaron una nueva línea defensiva, mucho más cerca de Asunción, abandonando la antigua en agosto de 1868, aunque los defensores del Fuerte de Humaitá fueron muertos o capturados el 5 de agosto. La campaña de Humaitá había durado casi tres años, desde octubre de 1865.
Debido al avance naval brasileño, el presidente López renunció defender la línea del río Tebicuary, instalando un frente defensivo mucho más cerca de Asunción, sobre el arroyo Piquisiry. El avance por el río Paraguay quedaba impedido por un nuevo núcleo de baterías costeras en Angostura. Las tropas brasileñas esquivaron las defensas de Angostura por el Chaco, y atacaron las posiciones enemigas por la retaguardia. El ejército paraguayo fue derrotado completamente en la Batalla de Lomas Valentinas y López evacuó Asunción, que fue ocupada y saqueada en enero de 1869. Los brasileños instalaron en la capital un gobierno títere, mientras López se retiraba progresivamente hacia el interior.

## Campaña de la Cordillera de Ascurra

### El nuevo ejército de López

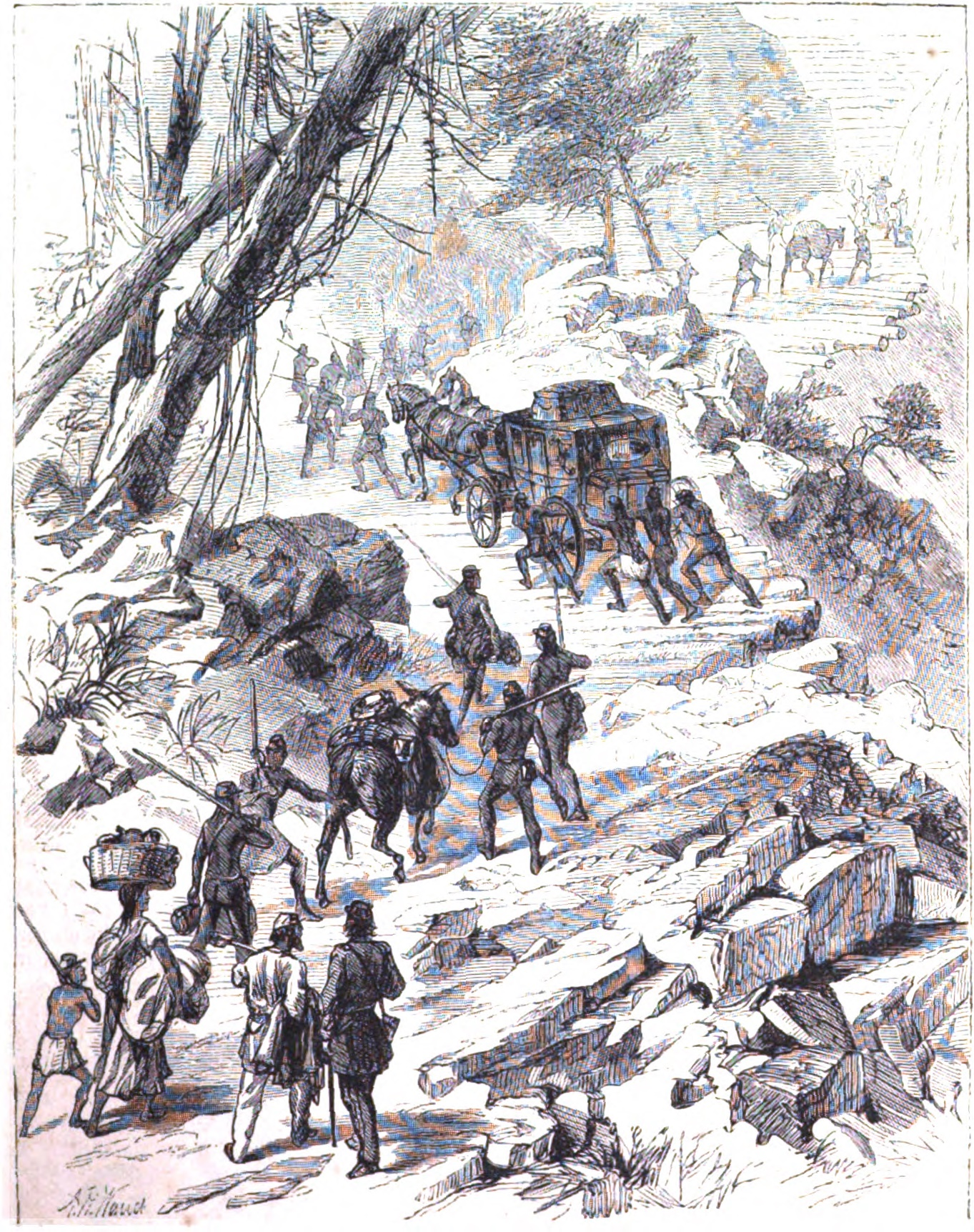
El pase de Ascurra (Harper's New Monthly Magazine, 1870).

El 8 de diciembre de 1868, López había decretado el traslado de la capital paraguaya a Piribebuy. Allí marcharon el vicepresidente Sánchez y la legación del ministro plenipotenciario de los Estados Unidos de América, el general Martin McMahon. A medida que se producían los sucesos de la Campaña del Piquisiry y la reorganización del ejército paraguayo en Azcurra, la madre y hermanas de López, su esposa Elisa Lynch y los hijos del Mariscal se establecieron temporalmente en Piribebuy.
Tras la destrucción de su ejército en la Batalla de Lomas Valentinas, el presidente López había huido con una pequeña escolta, comandada por el general Bernardino Caballero, a la que se unió una división comandada por el coronel Luis Caminos, de 2500 soldados, en su mayoría niños, a los que habría que agregar los restos de las guarniciones del norte del país. Con estas tropas, López se dirigió hacia el cuartel general paraguayo de Cerro León, cerca de Pirayú, para recibir adiestramiento militar. Después de algunas semanas de adiestramiento, López trasladó su nuevo ejército más al norte, hacia Caacupé y Piribebuy, dejando en Cerro León una escolta de 600 hombres.
En Caacupé se instaló un nuevo campo de entrenamiento, dirigido por los generales Caballero y Resquín. Ya contaba con un total de 13.000 hombres, aunque en su mayoría eran niños, ancianos y heridos. Los hombres más útiles eran los prisioneros capturados durante la campaña del Piquisiry, fugados de las precarias prisiones en que habían sido alojados.

"De Cerro León pasó López á Azcurra, donde empezó á reunir gente que le iba llegando de diversos puntos, y que además de las de Cerro León eran las guarniciones de Carapeguá, Caacupe, Caapucú, San José y otros lugares. Mandó hacer nuevo reclutamiento de viejos y muchachos, y gran número de heridos que fueron incorporados á las filas, de manera que cuando el ejército brasilero llegó á Pirayú, ya López tenía 13 mil hombres organizados. [...] La fuerza que estaba en Azcurra subía á once mil y tantos hombres, sin contar 1.800 enfermos. Estaba dividida en dos cuerpos de ejército. El segundo cuerpo mandado por el general Caballero fue encargado de escoltar el parque y los objetos pesados, así descubrir la retaguardia."
Testimonio del General Francisco Isidoro Resquín el 20 de marzo de 1870 a las fuerzas Imperiales tras ser tomado como prisionero de guerra.

La capital y la región costera del río Paraguay habían caído en manos de los aliados, pero el resto del país estaba aún dominado por López. El ferrocarril que unía Asunción con Villarrica le permitía al presidente contar con vías de comunicación eficaces, sobre todo porque tenía en su poder la mayor parte de las locomotoras y vagones. A solo 50 km de distancia de la capital, villas importantes como Paraguari y Caacupé permanecían en manos de López. Entre ambas villas, la Cordillera de los Altos, llamada por esa época Cordillera de Azcurra, fue el lugar elegido por López para defenderse, ya que era un lugar mucho más fácil de defender, en caso de un ataque masivo aliado, que las villas mayores ubicadas en la llanura.
Parte de la fundición de Ibicuy fue trasladada a Caacupé, donde se siguieron fabricando armas para el ejército de López. El centro de la defensa fue establecido alrededor de Piribebuy, rodeada de una trinchera de casi 2500 metros, defendida por 2000 infantes y 18 cañones, bajo las órdenes del teniente coronel Pedro Pablo Caballero.

### Reinicio de la ofensiva aliada
Tras la captura de Asunción, el general Caxias decidió dar por terminada la guerra: para Caxias, cumplido el objetivo de ocupar Asunción y expulsar a López sin dejarle un ejército con que pudiera retornar al poder, la guerra ya no tenía sentido. Se podía ignorar a López y ayudar al próximo gobierno paraguayo a defenderse de él, o tratar con el dictador su salida pacífica del país.
Pero, aunque Caxias abandonó el Paraguay en enero, seguido por el comandante de la escuadra y otros dos generales, el Emperador Pedro II decidió que López debía ser destruido completamente. De modo que envió en su reemplazo a su yerno, el príncipe Gastón de Orleans, Conde d'Eu. Este se negó repetidas veces a asumir ese mando militar, pero terminó por viajar a Asunción, debido a que el Emperador necesitaba un general que no fuera parte de ninguno de los dos partidos –el liberal y el conservador– en que estaba dividida la política del Imperio. El Conde D'Eu asumió el mando de las tropas el 16 de julio, en Luque.
A fines de mayo de 1869, el ejército brasileño ocupó Pirayú, donde instaló su cuartel general. Allí permaneció estacionado dos meses, mientras llegaba el resto de los refuerzos y el Conde D'Eu estudiaba las posiciones enemigas y terminaba de ocupar la totalidad de las vías férreas, incluyendo Paraguarí, que fue abandonada por sus pobladores, También fue ocupada la fundición de Ybycuí, que fue ocupada el 17 de mayo. En una operación especial, ejecutada el 9 de junio, la fundición fue minuciosamente desmantelada, incendiada e inundada por los brasileños.
Al noreste de Pirayú se encuentra la Cordillera de Azcurra, donde López se había fortificado. El valle ocupado por López tenía dos caminos de acceso, ambos fuertemente defendidos por el ejército paraguayo: el camino directo pasaba por un desfiladero, donde estaba aportada una fuerte línea defensiva. Un camino mucho más largo pasaba por el pueblo de Sapucai, y luego subía una empinada cuesta hasta Valenzuela. Al oeste de este pueblo se encuentra Piribebuy, donde López había apostado su ejército.
Simultáneamente partieron hacia la misma zona dos columnas, una por el norte, buscando alcanzar Caacupé, lo que les fue imposible. Otra columna cruzó el río Paraná por Encarnación, intentando avanzar hacia Paraguarí por el sur. Tras dos pequeños enfrentamientos en el río Pirapó y en el Paso de Jara, la columna brasileña desistió de su difícil avance y regresó a Encarnación.

### Ofensiva de agosto de 1869: Piribebuy y Acosta Ñu

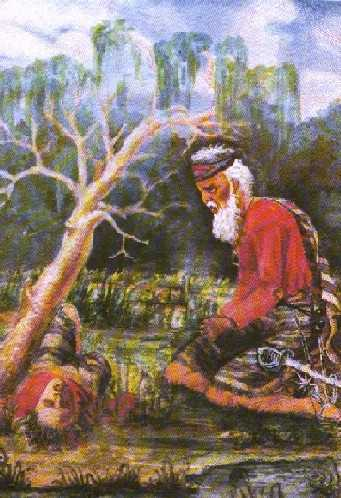
Soldado paraguayo ante el cadáver de su hijo, óleo de José Ignacio Garmendia (1841–1925).

A fines de julio de 1869, el Conde D'Eu emprendió la Campaña de Las Cordilleras al frente de 31.000 hombres: 26.000 brasileños, 4.000 argentinos, 600 uruguayos y 300 paraguayos de la "Legión Paraguaya". Frente al desfiladero de Ascurra, el Conde D’Eu dejó la división argentina y una reserva brasileña – al mando de Emilio Mitre – que amenazó con avanzar en línea recta sobre Piribebuy.
Mientras tanto, el grueso del ejército brasileño tomó Sapucai el 4 de agosto y unos días más tarde Ybytymi. Coordinando sus acciones con los brasileños con precisión, Mitre avanzó hacia Piribebuy en ese momento, ocupando la población de Altos. Ese avance impidió que López pudiera enviar ayuda a Valenzuela, que fue ocupada casi simultáneamente. López había perdido la oportunidad de atacar al ejército en su ascenso a la sierra, y el resto del camino fue cuesta abajo.
El 10 de agosto, el ejército del Conde D’Eu estaba frente a Piribebuy. El pueblo fue cercado e intimada la rendición al teniente coronel Caballero, quien contestó: 

"Estoy aquí para pelear y si es necesario morir, pero no para rendirme."

Según las fuentes paraguayas, allí combatieron unos veinte mil aliados (casi en su totalidad brasileños) contra mil seiscientos defensores y un centenar de mujeres a las que se recuerda como "Las Heroínas de Piribebuy".
Al amanecer del 12 de agosto, previo bombardeo, se inició el ataque. La batalla duró cinco horas, ya que las fuerzas aliadas fueron rechazadas por dos veces. El general brasileño Juan Manuel Mena Barreto, que iba a la cabeza de las fuerzas aliadas para envalentonar a sus huestes, fue herido de muerte a orillas del arroyo Mboreví por una bala de fusil en la ingle, disparada por el cabo Gervasio León por orden del capitán Manuel Solalinde. Mena Barreto expiró a orillas del arroyo.
El brasileño conde D’Eu, dominado por la ira, ordenó que se pasara a todos los prisioneros a degüello, sucediéndose en Piribebuý los actos más avergonzantes de la guerra. El hospital de Piribebuy fue incendiado con 600 heridos, médicos y enfermeras dentro, luego de que se cerraran todas las puertas y ventanas. Piribebuy fue uno de los pueblos que más padeció la guerra, ya que fue sometido a degüellos masivos y violaciones. El Archivo Nacional de la República fue sacado a la calle y con los documentos históricos se hicieron fogatas; los documentos que se salvaron fueron llevados a Río de Janeiro. Según la expresión de los testigos paraguayos, la sangre corría por las calles como agua de lluvia, cuando se degolló a 900 prisioneros.

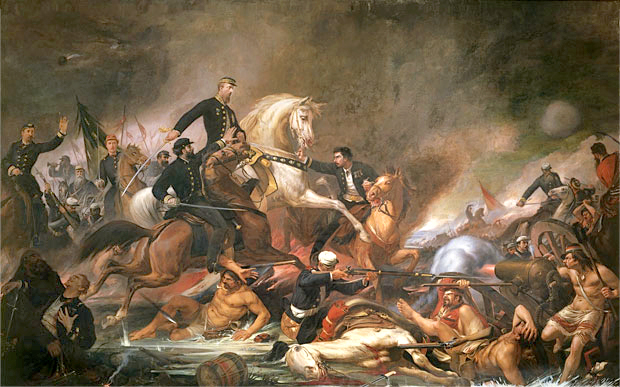
Batalla de Acosta Ñu o Campo Grande, por Pedro Américo de Figueiredo e Melo (1877).

Ante tales atrocidades, el general Mitre decidió no participar del resto de la guerra; la de Piribebuy (o Peribebuy) fue la última batalla en que hubo alguna participación argentina.
Días después, entre el 15 y 16 de agosto de 1869, se produjo la batalla de Acosta Ñu, llamada por los brasileños Batalha de Campo Grande: la reteguardia del ejército paraguayo, al mando del general Bernardino Caballero, formada por adolescentes y niños mal armados, casi exclusivamente con palos, hondas, lanzas y machetes. El pueblo de Acosta Ñu fue sitiado por fuerzas brasileñas, y Caballero, obligado a la batalla comenzó en el poblado y se extendió hasta los bosques que le rodean, que fueron incendiados por las tropas brasileñas, muriendo así la mayor parte de los niños que se resistían.  La iglesia y los edificios más importantes del pueblo fueron quemados, y también todos los documentos originales del establecimiento, que había sido fundado el 8 de marzo de 1636. Debido a la participación de los niños en esta batalla se conmemora en el Paraguay ese acto de heroísmo declarando al 16 de agosto como Día del Niño.
No obstante, Caballero y algunos soldados alcanzaron a retirarse de Acosta Ñu. El Conde D'Eu, en lugar de perseguir a López, distrajo la mayor parte de sus tropas en la persecución de tres piezas de artillería que retiraba el comandante Ignacio Genes, las que fueron capturadas, pero sus conductores lograron escapar. El presidente López debió su salvación en ese momento a la inútil persecución de esas piezas ordenada por el comandante brasileño. Pocos días después, las tropas imperiales ocuparon Caraguatay, mutilando y degollando a todos los oficiales que habían dirigido la defensa de esa plaza, entre ellos los coroneles Bernal y Escobar.

## Campaña de la Cordillera de Amambay

### Ocupación brasileña del norte del Paraguay
Tras el control de la zona central del país, los brasileños iniciaron la ocupación del norte del país, avanzando por el río Paraguay, y asegurando las comunicaciones con el Mato Grosso. La ciudad de San Pedro fue ocupada el 25 de mayo, y cinco días más tarde derrotó a un contingente paraguayo en el combate de Tupí-hú. La mayor parte de los soldados rendidos fueron degollados, y las mujeres fueron violadas antes de ser deportadas hacia Asunción.
Mientras tanto, la escuadra paraguaya — apenas 8 vapores, que habían sido utilizados como auxiliares hasta el comienzo de la campaña del Piquisiry — eludía sistemáticamente a la brasileña. Finalmente, la escuadra brasileña — formada por un acorazado, 5 monitores y dos cañoneras — partió en busca de los restos de la escuadra paraguaya. La presa principal era la cañonera Anhambaí, capturada por los paraguayos durante la Campaña del Mato Grosso. El comandante paraguayo ordenó remontar el río Manduvirá con los buques, para aprovechar la supuesta ventaja de su menor calado. En un recodo del río echó a pique al buque de más calado, el Paraguarí y algunos kilómetros el Yberá, con lo que impidieron eficazmente la persecución brasileña.
El 18 de agosto de 1869, la tripulación paraguaya de los seis buques los incendió y abandonó, para incorporarse a las fuerzas de López, en un recodo del pequeño río Yhaguy, que estaba muy crecido, a unos 4 km de Caraguatay. Este río jamás volvería a ser navegable, y los buques nunca fueron recuperados por los brasileños. Permanecerían ocultos por la selva hasta ser rescatados en la década de 1980; actualmente son exhibidos en el lugar en que quedaron varados, en el Parque nacional Vapor Cué.
Mientras el general Correia da Câmara desembarcaba en Concepción, iniciando la ocupación del norte del país, López se trasladó a Curuguaty, a orillas del Arroyo Tandey, pueblo que declaró como la cuarta capital del Paraguay; allí se instaló el vicepresidente Sánchez. Columnas secundarias del ejército paraguayo fueron derrotadas en dos combates en Itapytangua y Tacuaty. El 28 de octubre de 1869, Curuguaty fue asaltada, saqueada e incendiada por las tropas brasileñas, mientras López seguía su marcha hacia el norte.
Por su parte, las tropas argentinas ocuparon Villa Occidental, inmediatamente al oeste de Asunción y al norte del río Pilcomayo. La intervención del jefe de la escuadra brasileña - y el ambiente hostil de la región - impidió que ocuparan otros puntos al norte, en la orilla occidental del río Paraguay, con lo que hubieran cumplido la pretensión establecida en el Tratado de la Triple Alianza de ocupar todo el Chaco Boreal.

### La persecución de López

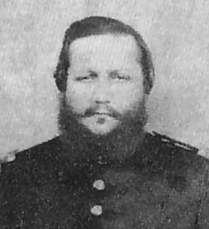
Última foto del mariscal Francisco Solano López, tomada semanas antes de su muerte.

Las tropas de López se retiraron hacia el norte, iniciando una sacrificada campaña a través de la cordillera de Amambay, acompañadas por centenares de civiles. López continuó su retirada al frente de unos mil hombres, gran parte de ellos heridos, extenuados y pésimamente armados, muchos de ellos solo con lanzas. Centenares de ellos, acuciados por el hambre, se desbandaron en el camino.
Con el traslado hacia el norte de López y su exiguo ejército, el Conde D’Eu regresó a Asunción. El mando de la persecución del presidente quedó en manos del general Correia da Câmara, que operaba desde Concepción.
En el camino hacia las Cordilleras, López creyó ver a cada paso nuevas conspiraciones en su contra, que llevaron a nuevas ejecuciones. Iniciado un nuevo juicio, basado en la confesión de un miembro de la escolta presidencial, que declaró que había planeado matar al presidente, fueron condenados a muerte muchos reos, entre ellos su hermano Venancio López, aunque su ejecución fue suspendida por segunda vez; moriría a principios del año siguiente, en prisión. En cambio, fueron ejecutados los coroneles Hilario Marcó y Vicente Mongelós, muchos oficiales subalternos y soldados, y las esposas de oficiales del ejército paraguayo.
El 19 de septiembre se produjo el Combate de Hucuratí, en que los brasileños fueron rechazados por la retaguardia paraguaya, lo que permitió a López abandonar San Joaquín. Tres días más tarde, sus hombres fueron derrotados en otro pequeño combate. Mientras López continuaba su marcha hacia el norte, los brasileños se detuvieron en San Joaquín y Caraguaty, faltos de provisiones para continuar su campaña.
Sin ser perseguido, López continuó su camino hacia el norte, acampando el 17 de octubre en el lugar llamado Panadero (actual Karapaí), al norte de Ygatimí, donde permaneció un mes. Luego pasó por dos campamentos más, y el 28 de diciembre inició la marcha final, con escasas paradas, en las que perdió más de dos mil hombres, tanto muertos en pequeños combates, como por deserción y muertos por hambre y enfermedad. Tras ingresar brevemente a territorio brasileño hacia Punta Porá, regresó a su país cruzando por segunda vez la Cordillera de Amambay. En Panadero habían quedado los coroneles Sosa y Del Valle, que fueron derrotados el 2 de enero por tropas de Correia da Câmara, y alcanzaron a duras penas a las tropas de su jefe.
Tras su victoria en Panadero, Cámara renunció por segunda vez perseguir a López, para retirarse hacia San Pedro, mientras perseguía al coronel Genes. Este fue derrotado el 31 de enero en el Combate de Loma Rugua, mientras Correia da Câmara recibía refuerzos en Concepción. A mediados de febrero, el general Correia da Câmara partió una vez más desde Concepción hacia el este, en busca de López, a quien suponía huyendo aún hacia el norte.

### Cerro Corá: el final de la Guerra

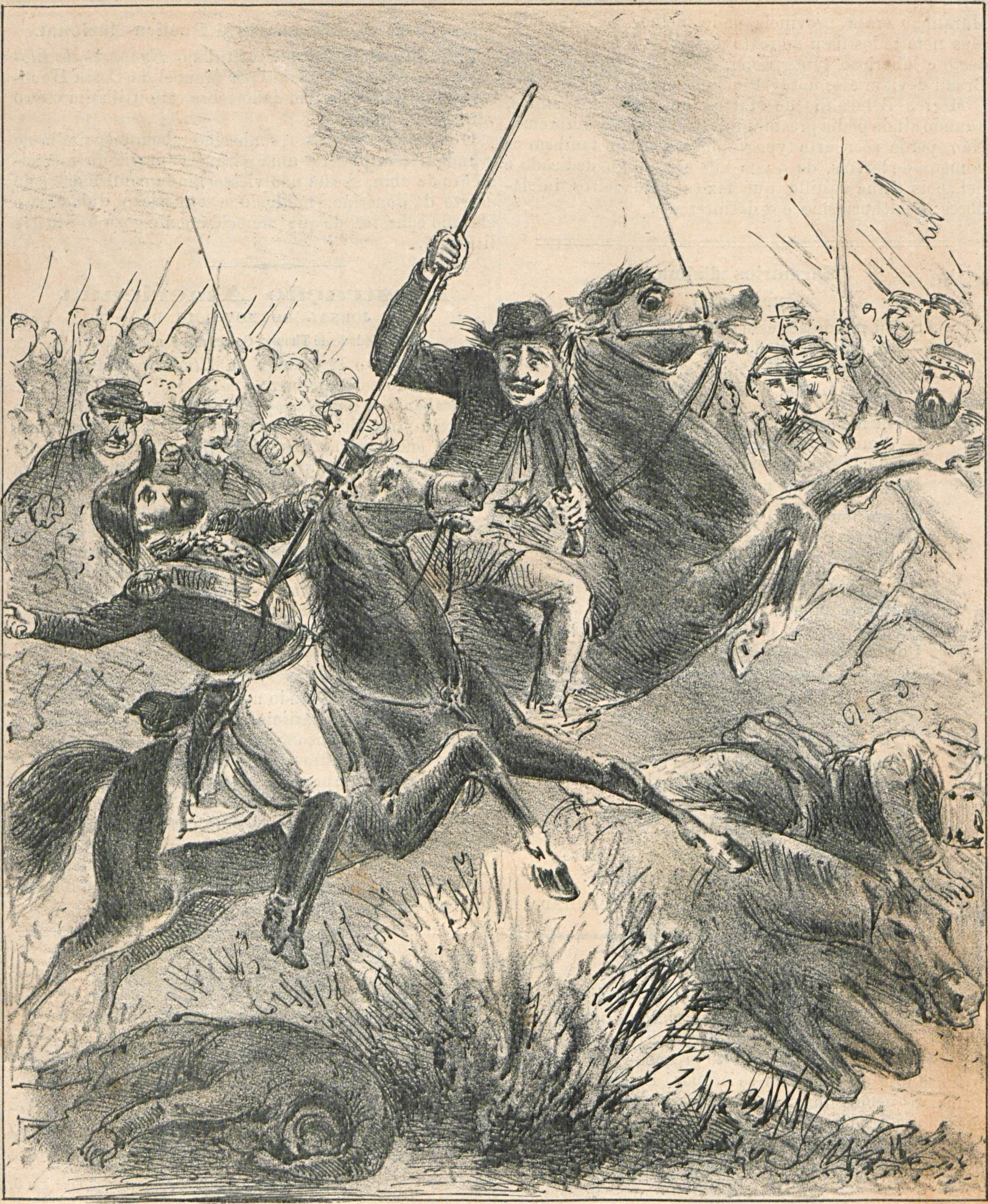
José Francisco Lacerda (Chico Diabo) mata con una lanza Solano López (Semana Ilustrada, nº 485, 03/27/1870).

El 8 de febrero de 1870, López y su columna llegaron a Cerro Corá, sobre la costa del río Aquidabán, en el actual límite impuesto por Brasil al Paraguay. Negándose a abandonar su país, López se dispuso a esperar a Correia da Câmara. El lugar elegido por López para presentar resistencia era un amplio anfiteatro entre tres montañas, con solo dos rutas de acceso, teóricamente fáciles de defender. Allí se dedicó a intentar reorganizar a sus soldados, a responder una acusación de la prensa brasileña que consideró injuriosa, y meramente a esperar.
El 1 de marzo, López fue alcanzado por las tropas brasileñas. El Combate de Cerro Corá fue más una masacre que un combate, si se tiene en cuenta la enorme disparidad de tropas y recursos: 2600 brasileños bien armados contra 409 defensores.
López fue herido de un lanzazo en el vientre y de un sablazo en la frente. Auxiliado, llegó a orillas del río Aquidabán, donde fue alcanzado por las tropas al mando de Correia da Câmara, quienes le intimaron a la rendición. El Mariscal se batió sable en mano hasta el final. Negándose a entregar su espada, fue herido por otro soldado que lo ultimó de un tiro al corazón.

Tras la muerte de López aún quedaban dos pequeñas divisiones del ejército paraguayo: la primera, que se había negado a marchar a Cerro Corá, se rindió el 4 de marzo en Panadero a las fuerzas imperiales; pero fueron en su mayoría masacrados, incluyendo a su jefe, el coronel Del Valle. La otra división, comandada por el general Bernardino Caballero, se había separado del ejército principal en busca de ganado y víveres; fue alcanzada en las cercanías del río Apa el 8 de marzo y se rindió por orden de Caballero al ser informado este de la muerte de López.

## Consecuencias
Al finalizar la guerra, Brasil obtuvo todos los territorios que deseaba y la Argentina incorporó los territorios en litigio que hoy corresponden a las provincias de Misiones y Formosa.
El resultado más grave de esta guerra fue la pérdida de la enorme mayoría de la población paraguaya, quedando reducida a unos 116.000 sobrevivientes – en su enorme mayoría mujeres, niños y ancianos – de más de 300.000 que tenía antes de la guerra; los números que suponen los historiadores paraguayos suelen ser mucho más altos en cuanto a población inicial. Los aliados tuvieron también un número muy alto de bajas en campaña, con más de 100.000 muertos brasileños y alrededor de 10 000 soldados argentinos.
Por último, el Paraguay vio destruida su prosperidad económica y quedó sumida en un atraso tecnológico, cultural y social que dura hasta el día de hoy. Fue obligado al pago de enormes indemnizaciones de guerra y a contraer un empréstito que le llevó muchas décadas saldar. Su incipiente desarrollo industrial desapareció por completo.